# Tala (Musik)
Ein Tala (Sanskrit: ताल, tāla, auch tal, taal, in südindischen Sprachen: talam; im Englischen: clap) ist eine zyklisch wiederholte rhythmische Struktur in der klassischen indischen Musik und zählt neben dem Konzept des Raga, das die melodiöse Struktur festlegt, zu deren Grundprinzipien.
Indische Rhythmik unterscheidet sich vom westlichen „Takt“-System grundsätzlich dadurch, dass hier mit zusammengesetzten Einheiten gearbeitet wird. Ein Tala besteht aus einer bestimmten Anzahl von Schlägen (Matra), die in Abschnitte (Vibhag) eingeteilt sind. Das erste Matra eines solchen Abschnitts trägt eine gewisse Betonung.
Die stärkste Betonung trägt das erste Matra des Zyklus (sam = gemeinsam, zusammen). Während die Musiker ihre rhythmischen Variationen (meist Strukturen mit drei Wiederholungen, deren Länge jedoch nicht der eines Avartan entspricht) spielen, treffen sie einander immer wieder auf dieser „Eins“. Die aufgebauten Spannungen lösen sich wieder mit diesem gemeinsamen Schlag. Ein Musikstück endet stets auch auf sam.
Sehr einfaches Beispiel: bei einem Tala von 8 Matra (z. B. Kaharva) könnte eine Variation aus 3 Matra bestehen; dreimal wiederholt ergeben die 3 Matra insgesamt also 9 – und lösen sich somit wieder auf dem ersten Matra des nächsten Avartan auf – dem Sam.
Manche Vibhags beginnen mit einem unbetonten Matra, dem Khali (wörtlich: ‚leer‘). Die Abfolge eines Talas kann durch Gesten der Hände angezeigt werden: Das erste Matra jedes Vibhags wird durch Klatschen angezeigt, der Khali jedoch durch eine winkende Bewegung mit der Hand, wobei der Handrücken nach unten zeigt. Im Vilambit werden die weiteren Schläge mit den einzelnen Fingern „durchgezählt“, im Vibhag des Khali mit den Fingern der Reihe nach gegen den Daumen.

## Geschwindigkeit
Generell werden drei Tempo-Stufen unterschieden, für die der Oberbegriff laya verwendet wird:
- vilambit = langsam
- madhya = mittel
- drut = schnell

Darüber hinaus bezeichnet laya auch noch die rhythmische Dichte, das heißt in wie viele gleich lange Teile ein matra unterteilt wird (zwei, drei oder mehr). Die Erhöhung der Dichte führt ebenfalls zum Eindruck eines höheren Tempos. Im langsamen Tempo, vilambit, kann sich ein Tala-Zyklus über mehrere Minuten erstrecken. Dabei wird jedoch der besseren Übersicht halber jeder Beat noch weiter unterteilt. Die Pausen zwischen den „Schlägen“ werden durch rhythmische Muster verziert, wobei sich die Musiker – und im Idealfall auch die Zuhörer – jedes „echten“ Schlags (und vor allem der „Eins“) sehr bewusst sind.
Eine Performance beginnt in der Regel sehr langsam, ohne rhythmische Begleitung. Diese langsame Einleitung des Solisten, der ein Sänger oder Instrumentalist (etwa mit bansuri, sitar oder sarod) sein kann, heißt Alap. Mit dem Einsatz der Tabla beginnt die Zählung in Tala-Zyklen, meist zunächst in langsamem oder mittlerem Tempo. Die Geschwindigkeit steigert sich dann im Verlauf des Stücks, entweder durch Erhöhung (z. B. Verdoppelung) der Schlagdichte oder allmählichen Anstieg des Tempos bis zum fulminanten Höhepunkt (Jhala). Manchmal folgt vor dem endgültigen Schluss eine kurze neuerliche langsame Passage.

## Talas in der hindustanischen Musik (nordindische Klassik)
In der klassischen Musik Nordindiens kann ein Tala durch das Spielen einer festgelegten Folge von Schlägen auf einer Trommel (Tabla oder Pakhawaj) dargestellt werden. Eine solche Schlagfolge heißt Theka und ist fest mit einem Tala verbunden. Da die verschiedenen Trommeltechniken mit Silben (Bol) bezeichnet werden, kann der Theka in rhythmischer Sprache wiedergegeben und memoriert werden.
Der Perkussionist spielt zu Beginn die Theka; er kann im Laufe der Zeit auch improvisieren und streckenweise wieder zur Theka oder einer ihrer Variationen zurückkehren. Je nach Tempo wird die Theka variiert. Im langsamen Tempo werden die Pausen zwischen Hauptschlägen durch Verzierungen aufgefüllt, im schnellen Tempo werden einzelne Schläge ausgelassen oder durch einfacher zu spielende ersetzt. Dabei soll aber die Struktur des Tala für den Hörer deutlich bleiben. Diese Variationen heißen Prakar.
Es gibt zwar einige hundert Talas, aber nur wenige werden häufig gebraucht. Einige Talas sind mit bestimmten Musikstilen verbunden, in denen sie hauptsächlich angewandt werden. Einige Talas, die vor allem im Dhrupad verwendet werden, sind von der Röhrentrommel Pakhawaj beeinflusst. Ihre Theka verwendet Silben, die für diese Trommel typisch sind.

### Einige häufig benutzte Talas
In der ersten Zeile steht jeweils die Betonung:
- Die erste Betonung (sam) wird in der Notation durch „+“ gekennzeichnet.
- Die weiteren Betonungen werden durchnummeriert.
- Das Fehlen einer Betonung '(khali) wird durch „0“ ausgedrückt.

In der dritten Zeile stehen die Trommelsilben, sie dienen nicht nur als Spielanleitung für den Trommler, sondern geben auch, wenn man rhythmisch spricht, einen Eindruck von der Struktur des Tala.

#### Tintal
Der Tintal (auch Teentaal oder Trital) ist der am meisten gebrauchte Tala in der nordindischen Musik. Tin oder tri bedeutet drei, da der Tala drei Betonungen hat.
Der Tintal hat eine Länge (Avartan) von 16 Schlägen (Matra), gegliedert in 4 (beim Tintal gleich lange) Abschnitte (Vibhag).
16 Matra, 4 Vibhag, 3 Talis (1, 5, 13), 1 Khali (9)
| +   | +    | +    | +   | 2   | 2    | 2    | 2   | 0   | 0   | 0   | 0  | 3  | 3    | 3    | 3   |
| 1   | 2    | 3    | 4   | 5   | 6    | 7    | 8   | 9   | 10  | 11  | 12 | 13 | 14   | 15   | 16  |
| dha | dhin | dhin | dha | dha | dhin | dhin | dha | dha | tin | tin | ta | ta | dhin | dhin | dha |

Von diesem Tal existieren viele Varianten, die z. T. als eigener Tala bezeichnet werden, aber die gleiche Struktur haben.

#### Jhaptal
Der Jhaptal wird in der nordindischen klassischen Musik und in der semiklassischen Musik einschließlich der Stile Khyal und Kirtan verwendet.
10 Matra, 4 Vibhag, 3 Talis (1, 3, 8), 1 Khali (6)
| +   | +  | 2   | 2   | 2  | 0  | 0  | 3   | 3   | 3  |
| 1   | 2  | 3   | 4   | 5  | 6  | 7  | 8   | 9   | 10 |
| dhi | na | dhi | dhi | na | ti | na | dhi | dhi | na |

#### Dadra
Der Dadra hat seinen Namen von Dadra, einer semiklassischen Gesangsform, die diesen Tal (häufig) verwendet. Er wird auch in der Volksmusik benutzt.
6 Matra, 2 Vibhag, 1 Tali (1), 1 Khali (4)
| +   | +    | +  | 0  | 0  | 0  |
| 1   | 2    | 3  | 4  | 5  | 6  |
| dha | dhin | na | ta | ti | na |

#### Kaharva
Auch der Kaharva wird gern in der leichteren klassischen Musik benutzt. Auch viele Bhajans und Qawwali stehen in diesem Tal. Es ist der Tala der Sänftenträger, die nicht im parallelen Gleichschritt marschieren, sondern von denen jeder der vier Träger immer nur ein einziger einen Fuß absetzt.
8 Matra, 2 Vibhag, 1 Tali (1), 1 Khali (5)
| +   | +  | +  | +  | 0  | 0  | 0   | 0  |
| 1   | 2  | 3  | 4  | 5  | 6  | 7   | 8  |
| dha | ge | na | ti | na | ka | dhi | na |

#### Ektal
Der Ektal wird sowohl in der klassischen als auch in der semiklassischen Musik verwendet. Eine Besonderheit ist, dass er sowohl extrem langsam als auch sehr schnell gespielt wird, selten aber in mittlerem Tempo.
12 Matra, 6 Vibhag, 4 Talis (1, 5, 9, 11), 2 Khalis (3, 7)
| +    | +    | 0      | 0           | 2  | 2  | 0   | 0  | 3      | 3           | 4   | 4  |
| 1    | 2    | 3      | 4           | 5  | 6  | 7   | 8  | 9      | 10          | 11  | 12 |
| dhin | dhin | dha ge | ti ra ki ta | tu | na | kat | ta | dha ge | ti ra ki ta | dhi | na |

#### Tevra
Die Besonderheit beim Tevra ist das fehlen des Khali.
7 Matra, 3 Vibhag, 3 Talis (1, 4, 6), 0 Khali
| +   | +    | +  | 2     | 2     | 3     | 3     |
| 1   | 2    | 3  | 4     | 5     | 6     | 7     |
| dha | dhin | ta | ti ta | ka ta | ga di | ga na |

#### Rupak
Der Rupak hat die Besonderheit, nicht mit einer Betonung (sam) zu beginnen, sondern unbetont (mit dem khali), etwa wie ein Auftakt. Er wird sowohl in der klassischen als auch in der semiklassischen Musik verwendet.
7 Matra, 3 Vibhag, 2 Talis (4, 6), 1 Khali (1)
| 0  | 0  | 0  | 1   | 1  | 2   | 2  |
| 1  | 2  | 3  | 4   | 5  | 6   | 7  |
| ti | ti | na | dhi | na | dhi | na |

#### Dhammar
14 Matra, 4 Vibhag, 3 Talis (1, 6, 11), 1 Khali (8)
| +  | +   | +  | +   | +  | 2   | 2 | 0  | 0  | 0  | 3  | 3  | 3  | 3  |
| 1  | 2   | 3  | 4   | 5  | 6   | 7 | 8  | 9  | 10 | 11 | 12 | 13 | 14 |
| ka | dhi | ta | dhi | ta | dha | – | ka | ti | ta | ti | ta | ta | –  |

## Talas in der karnatischen Musik (südindische Klassik)
Die Systematik der Talas der karnatischen Musik unterscheidet sich sehr von derjenigen der hindustanischen. Es gibt mehrere Systeme, der heute verbreitete Standard heißt Suladi Sapta Tala:
Ein Zyklus, Avartana genannt, besteht aus einer oder mehreren Einheiten (Angha). Es gibt drei Typen von Anghas, die sich durch die Anzahl der Schläge (Akshara) unterscheiden:
- Anudhrutam (Bezeichnung U), ein einziger Akshara.
- Dhrutam (Bezeichnung O), zwei Aksharas.
- Laghu (Bezeichnung I), die Anzahl der Aksharas ist eine der Zahlen 3, 4, 5, 7 oder 9.

Die Anghas werden von den Sängern mit Gesten der rechten Hand begleitet: Anudhrutam mit einem Abwärtsschlag, Dhrutam mit einem Doppelschlag, und Laghu mit Schlägen der Finger vom Kleinen Finger zum Daumen und zurück.
Es gibt sieben verschiedene Tala-Familien, die sich durch die Zusammensetzung der Avartanas aus den drei Angha-Typen unterscheiden. Ein Avartana muss mindestens einen Laghu enthalten; enthält er mehrere, dann ist die Zahl der Aksharas der Laghus gleich. Je nach Anzahl der Aksharas in den Laghus gehört der Tala zu einer sogenannten Jati mit Namen Thisra (3), Chatusra (4), Khanda (5), Misra (7), Sankirna (9). Ein Tala ist durch Angabe der Tala-Familie und der Jati identifiziert, es kommen theoretisch 35 vor, die in der folgenden Tabelle dargestellt werden:
| Tala-Familie | Angha | Thisra             | Chatusra           | Khanda             | Misra              | Sankirna           |
| ------------ | ----- | ------------------ | ------------------ | ------------------ | ------------------ | ------------------ |
| Dhruva       | IOII  | 3 + 2 + 3 + 3 = 11 | 4 + 2 + 4 + 4 = 14 | 5 + 2 + 5 + 5 = 17 | 7 + 2 + 7 + 7 = 23 | 9 + 2 + 9 + 9 = 29 |
| Matya        | IOI   | 3 + 2 + 3 = 8      | 4 + 2 + 4 = 10     | 5 + 2 + 5 = 12     | 7 + 2 + 7 = 16     | 9 + 2 + 9 = 20     |
| Rupaka       | OI    | 2 + 3 = 5          | 2 + 4 = 6          | 2 + 5 = 7          | 2 + 7 = 9          | 2 + 9 = 11         |
| Jhampa       | IUO   | 3 + 1 + 2 = 6      | 4 + 1 + 2 = 7      | 5 + 1 + 2 = 8      | 7 + 1 + 2 = 10     | 9 + 1 + 2 = 12     |
| Triputa      | IOO   | 3 + 2 + 2 = 7      | 4 + 2 + 2 = 8      | 5 + 2 + 2 = 9      | 7 + 2 + 2 = 11     | 9 + 2 + 2 = 13     |
| Ata          | IIOO  | 3 + 3 + 2 + 2 = 10 | 4 + 4 + 2 + 2 = 12 | 5 + 5 + 2 + 2 = 14 | 7 + 7 + 2 + 2 = 18 | 9 + 9 + 2 + 2 = 22 |
| Eka          | I     | 3                  | 4                  | 5                  | 7                  | 9                  |

Die Aksharas können noch einmal in 3, 4, 5, 7 oder 9 Schläge (Matra) aufgeteilt werden; diese Aufteilung heißt Nadai oder Gati; sie haben dieselben Namen wie die Jatis der gleichen Schlagzahl.
Der gebräuchlichste Tala der karnatischen Musik ist Chatusra-Nadai Chatusra-Jati Triputa Tala, unter dem Namen Adi Tala bekannt, also (vergleichbar dem hindustanischen Tintal) ein (aus westlicher Sicht) einfacher gerader Takt.

## Audiobeispiele
- KKSongs Talamala: Aufnahmen von Tabla Bols, Datenbank mit Hindustani Talas.
- Ancient Future: MIDI-Aufnahmen der gängigen Hindustani Talas.